# 궁평초등학교
궁평초등학교는 대한민국 경기도 연천군에 있는 공립 초등학교이다.

## 학교 연혁
- 1958.04.15 삼정국민학교 궁평분교장 개교
- 1960.04.01 궁평국민학교로 승격 개교
- 1981.03.09 병설유치원 개원
- 1983.02.15 연천군으로 행정구역 편입
- 1996.03.01 궁평초등학교로 개칭
- 2004.12.20 장탄1리 전곡초와 공동학구 지정
- 2005.10.21 화장실(2칸), 관사(2동) 리모델링
- 2006.03.01 경기도교육청 지정 ‘방과후 학교’ 시범운영
- 2007.03.01 경기도교육청 '돌아오는 농촌학교 육성' 시범학교 운영
- 2008.09.10 경기도교육청지정 '돌아오는 농촌학교 육성' 시범 운영 보고
- 2013.03.01 제18대 오범교 교장 취임
- 2013.09.01 경기도교육청 혁신학교 준비교 지정
- 2014.03.01 경기도교육청 혁신학교 지정
- 2015.02.13 제55회 졸업(총 2,713명)
- 2015.03.01 초등 6학급 편성(71명), 유치원 1학급 편성(12명)